# Бабович, Милка
Милена «Милка» Бабович (хорв. Milka Babović; 27 октября 1928 — 26 декабря 2020) — хорватская спортсменка (спринт и бег с барьерами) и журналистка. Она выиграла многочисленные соревнования по спринту в Югославии. Она также сделала карьеру спортивного журналиста и редактора на телевидении.

## Биография
Бабович родилась в Скопье, выросла в Сараево, затем переехала в Руму и Белград, где училась в школе. Окончила педагогический факультет Загребского университета. Начав заниматься спортом в Руме, она вступила в спортивное общество Младость в Загребе и стала участвовать в соревнованиях по спринту. Начиная с 1953 года она выигрывала чемпионаты Югославии в беге на 100 м (один раз), беге на 80 м с барьерами (семь раз), эстафете 4 × 100 м (семь раз) и эстафете 4 × 200 м (два раза). Она установила несколько югославских рекордов в спринте, и дважды одержала победу на международных студенческих соревнованиях на дистанции 80 м с барьерами в 1953 и 1957 годах, а на Чемпионате Европы 1954 года она заняла пятое место. В голосовании газеты Sportske novosti она трижды была признана лучшей спортсменкой Хорватии и дважды — лучшей спортсменкой Югославии.
Она работала спортивным журналистом в газете Narodni sport с 1949 года, а в 1957 году устроилась на Загребское телевидение, где стала первым спортивным редактором. Она проработала на этой должности, за исключением четырёхлетнего перерыва, до 1975 года. Она несколько раз была председателем секции спортивной журналистики в Хорватской ассоциации журналистов, была членом Югославского олимпийского комитета (два срока полномочий), и была членом Исполнительного совета Ассамблеи города Загреб (один срок полномочий).
Бабович была удостоена наград от Ассоциации журналистов в 1974 году, от города Загреб в 1977 году, а в 1979 году была награждена югославским орденом Братства и единства с серебряным венком.